# Valea Seacă (Bacău)
Valea Seacă is een Roemeense gemeente in het district Bacău.

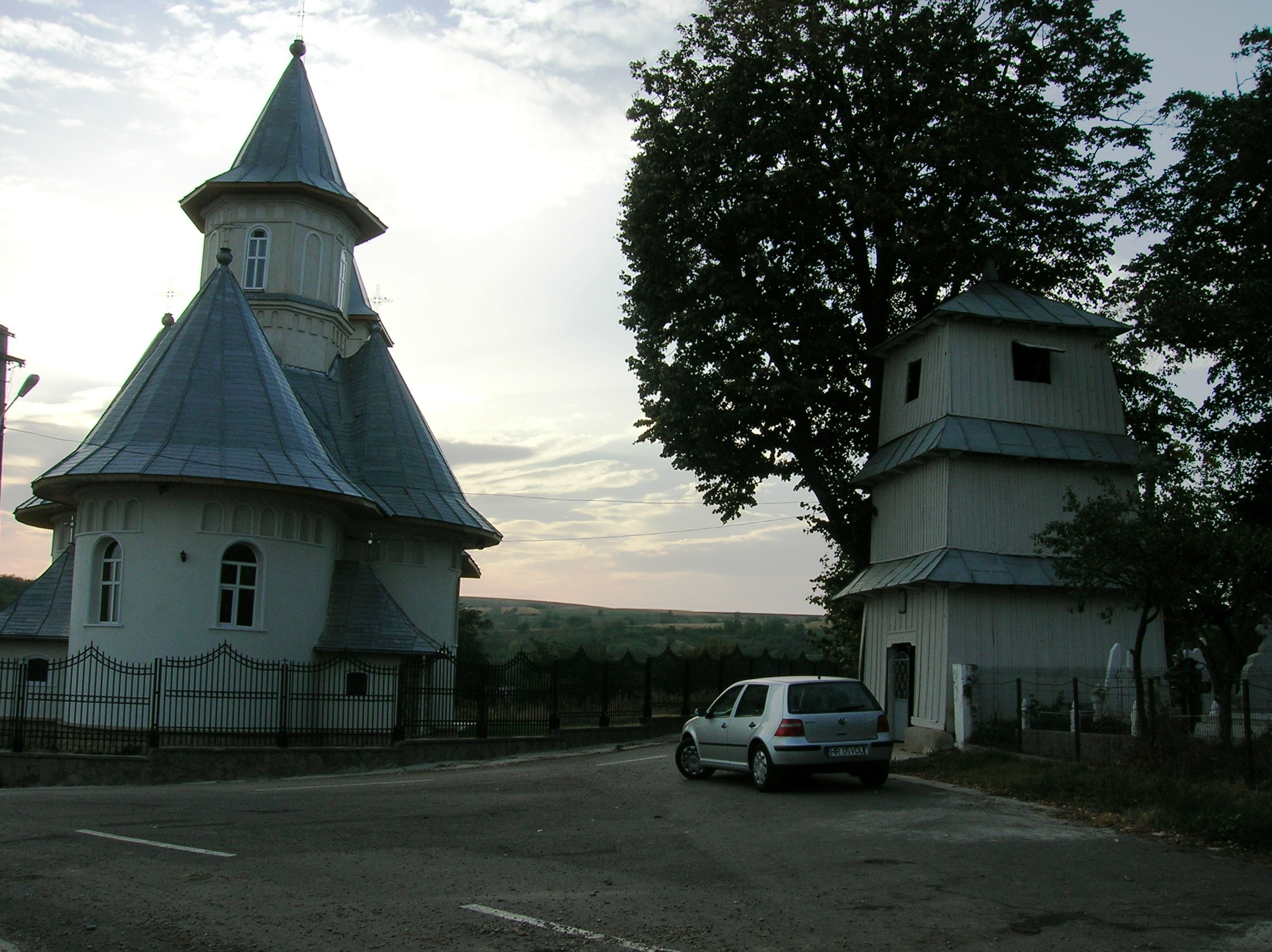

Valea Seacă telt 4130 inwoners.